# Otto Kästner
Otto Kästner (ur. 1 sierpnia 1909 w Mohlsdorfie, zm. 2002 w Essen) – niemiecki bokser kategorii piórkowej, mistrz Europy.
Uczestnicząc w mistrzostwach Europy w Budapeszcie 1934 roku, został złotym medalistą mistrzostw.
Startując w mistrzostwach Niemiec, wywalczył mistrzostwo w 1933 i 1934, oraz został wicemistrzem kraju w 1932 roku.